# Конденсор

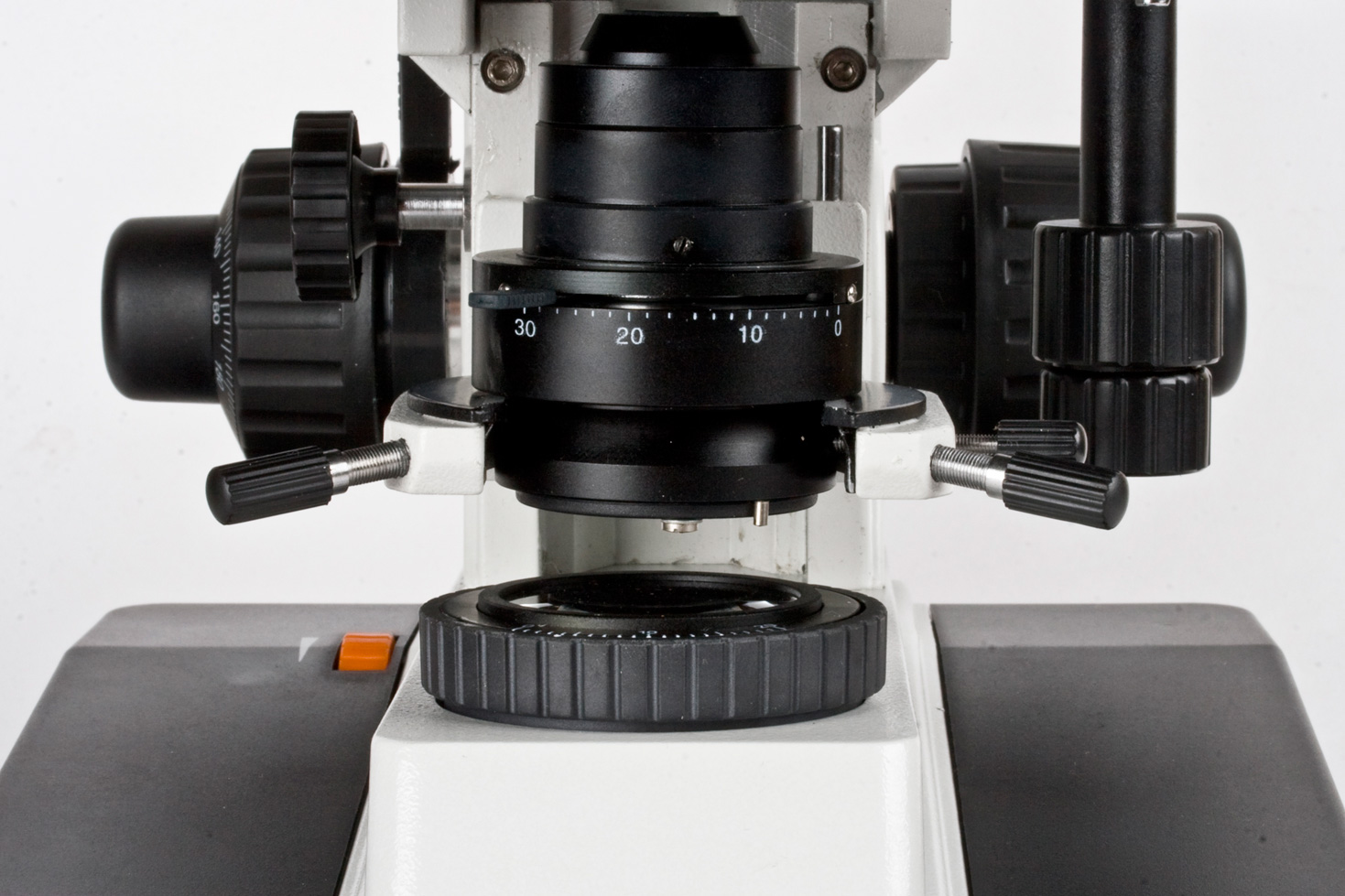
Конденсор мікроскопа Альтамі 138 Т]

Condensor slide projector

Конденсор (від лат. condenso — згущую, ущільнюю) — короткофокусна лінза чи дзеркало або система лінз чи дзеркал, що збирає і спрямовує промені від джерела світла на об'єкт, який розглядають або проеціюють. Є складовою частиною діаскопів, фотозбільшувачів, мікроскопів, кінопроєкційних апаратів тощо.